# Львовская правда
Львовская правда (укр. Львівська правда) — общественно-политическая газета, издаваемая во Львове, орган Львовского обкома и горкома КП(б)У и областного и городского совета депутатов трудящихся, с июля 1990 — Львовского обкома КПУ. Выходила в 1946—1991 годах на русском языке (в 1963—1965 — параллельно на русском и украинском языках).

## История
Газета была создана в 1946 году под названием «Львовская правда» как орган Львовского областного комитета Компартии и выходила на русском языке 5 раз в неделю. Тираж 20 000—122 600 экземпляров, в 1991 году — 71 000 экземпляров.
Газета была основана в целях пропаганды коммунистической идеологии и советской модели государственного управления на территории Львовская области. Характер и тема газетных публикаций изменялись в зависимости от эры. В 1940-х гг. акцентировались идеи воссоединения украинских земель, основание новых предприятий и принципов социалистистического соревнования, так называемого Стахановского движения в системе пятилетних планов, введение общего и среднего образования с обязательным изучением русского языка. В 1960-х гг. в эпоху «Хрущевской оттепели» доминировала экономическая, прежде всего сельхоз-тематика, много внимания уделялось новостям культурной жизни и освоению космоса, а в 1970-х — 1-й половине 1980-х гг. заметно превосходство публицистических пропагандистских материалов, в частности по налаживанию более тесных международных связей между социалистическими странами и одновременно о политическом противостоянии двух мировых систем, про опасность ядерной войны. В период перестройки, демократизации и гласности публикации отражали процесс общественных трансформаций, которые сделали возможным провозглашение 1991 государственного суверенитета Украины. В 1956 в рамках рубрик «К 700-летию Львова» и «К 100-летию со дня рождения Ивана Франко» были размещены многочисленные юбилейные материалы. В разное время публиковали статьи ученых, в частности Михаила Возняка, И. Денисюка, Б. Дудикевича, В. Здоровеги, Ф. Неборячка, Л. Новиченко, М. Рудницкого о Маркияне Шашкевиче, Т. Шевченко, И. Франко, В. Стефаника, среди авторов художественных текстов — М. Богданович, В. Глотов, Л. Забашта, Дмитро Павлычко, М. Романченко.
В газете систематически печатались разнообразные партийные документы, речи руководителей СССР и УССР на очередных съездах и пленумах. Издавались иллюстрированные портреты партийных и государственных деятелей, представителей искусства и литературной жизни, рабочих и крестьян («передовиков производства»), фотографии зданий промышленных предприятий, электростанций. 
Постоянные рубрики: «По родному огороду», «По Советской Украине», «По Советскому Союзу», «В Совете Министров СССР», «За рубежом», «Мир за неделю», «Партийная жизнь», «Комсомольская жизнь», «В семейного очага», «Родная природа», «На литературные темы», «В театрах и кино», «Спортивный клуб», «Клуб книголюбов», «Колючий разговор», «Справочный отдел», «Из редакционной почты» и т. д.

### Редакторы
- П. Юр
- В. Руденко
- М. Слипушенко

### В независимой Украине
В результате потери Компартией власти, её имущество «Львовской правды» было конфисковано. На базе «Львовской правды» 7 августа 1991 года было создано новое издание «Высокий замок», как орган Львовского областного совета и журналистского коллектива. В августе 1991 — марте 1992 года газета выходила на русском языке, а с марта 1992 стала выходить в двух вариантах — на украинском и русском языках. С 2015 года прекратился выпуск еженедельной газеты на русском языке.